# Ivindo (département)
L'Ivindo est le plus grand département (superficie) de la province de l'Ogooué-Ivindo au Gabon. Son chef-lieu est Makokou.
Le département est constitué de 05 cantons (Ntang-louli, Liboumba, Ivindo, Aboye, Mouniandzi), 03 districts (Mvadhy, Batouala et Makébé Bakwaka) et 01 commune (Makokou).
Plusieurs cours d'eau parcourent le département dont les plus importants sont (ivindo, liboumba, mouniandzi, louli).

## Étymologie
Le département tire son nom de la rivière Ivindo, affluent de l'Ogooué. 